# Giai đoạn Mặt trời mọc
Thuật ngữ Giai đoạn Mặt trời mọc dùng để chỉ khoảng thời gian chuẩn bị ra đời một tên miền cấp cao nhất mới hoặc tên miền cấp hai, vào lúc đó, những chủ sở hữu thương hiệu có thể đăng ký tên miền có chứa những đặc điểm liên quan đến thương hiệu của mình.
Nhiều tên miền đã được ra đời hoặc chuẩn bị ra đời với giai đoạn mặt trời mọc, bao gồm .info, .mobi, .pk, và .eu. Tổ chức Sở hữu Trí tuệ Quốc tế đã cung cấp sự hỗ trợ cho nhà quản trị tên miền .info Afilias trong suốt Giai đoạn Mặt trời mọc của.info.